# La Forêt-le-Roi
La Forêt-le-Roi là một xã ở tỉnh Essonne thuộc vùng Île-de-France miền bắc nước Pháp.
Theo điều tra dân số năm 1999, dân số xã này là 357 người. Ước tính dân số năm 2006 là 444.
Danh xưng cư dân địa phương La Forêt-le-Roi trong tiếng Pháp là Forestains.